# Музей подносного промысла
Нижнетагильский музей истории подносного промысла «Дом Худояровых» — музей искусства изготовления и росписи жестяных подносов, является частью музейного объединения «Музея-заповедника „Горнозаводской Урал“». Музей посвящён старинному народному промыслу Тагильской лаковой подносной росписи. Музей располагается в двухэтажном бревенчатом здании бывшего дома семьи уральских художников Худояровых рядом с Нижнетагильским музеем быта и ремёсел горнозаводского населения «Господский дом», вместе с которым является частью одного этнографического комплекса. Дом-музей Худояровых является памятником истории федерального значения. Музей находится в Нижнем Тагиле, на улице Тагильской в Ленинском районе города, на Старой Вые.

## История
До революции 1917 года здание будущего музея принадлежало семье уральских художников Худояровым. В 1982 году дом был перенесён с улицы Горького (бывшей Береговой) на территорию этнографического комплекса на улицу Тагильскую, 24 и восстановлен на новом месте с заменой фрагментов брёвен. Ради возрождения и сохранения традиций Нижнего Тагила и Урала 1991 году в городе в старинном доме Худояровых был создан Музей подносного промысла, который позже стал составной частью нижнетагильского музейного объединения «Музея-заповедника „Горнозаводской Урал“».

## Экспозиция музея
Собрание музея включает уникальные произведения творчества мастеров Тагильской лаковой росписи по металлу, накопленной за 265 лет, показывает жизнь и творчество знаменитых художников династии Худояровых, рассказывает о технологиях изготовления и Тагильской росписи подносов. Собрание в основном включает в себя подносы и предметы быта семьи Худояровых. Коллекция музея составлялась из даров жителей Нижнего Тагила, поступлений от НТМК и других предприятий города, также из целенаправленных сборов сотрудников музея. В настоящее время экспозиция музея отражает историю тагильского подносного промысла с XVIII века до наших дней.
На первом этаже музея представлены подлинные инструменты и приспособления для изготовления изделий из металла, готовые изделия с художественной росписью и исторические документы, содержащие данные о зарождении и развитии подносного промысла в Нижнем Тагиле.
В зале второго этажа хранятся экспонаты творчества художников Худояровых, развития подносного промысла с середины XIX до конца XX века. Экспозиция, освещающая жизнь и творчество самобытных крепостных художников, составленная на основе архивных данных и реальных подлинных экспонатов. В этом зале можно увидеть расписные изделия из металла и подлинные образцы станковой живописи на металле и холсте.
История промысла в XIX и XX веках передана в образе изделий тех времён. Также в музее выставлены документальные материалы о тагильских артелях 1920-х — 1930-х годов.
В музее часто проводятся мастер-классы по росписи подносов.
Коллекция лаковой росписи по железу музея — огромная ценность для исследователей (историков, искусствоведов, технологов по металлу). Это уникальное собрание является наиболее крупным по объёму, разнообразным и по содержанию. В музее представлены имена известных мастеров и изделия «лакирных» мастерских XVIII—XX веков: Худояровых, Перезоловых, Дубасниковых, Головановых, Обуховых. В неё вошла самая крупная коллекция работ А. В. Афанасьевой. В музее регулярно проводятся выставки, посвященные Тагильскому подносу, в том числе и персональные выставки современных авторов.
Ежегодно специально для выставки вооружений Russian Expo Arms в качестве брендовой сувенирной продукции изготавливается порядка 1000 подносов.
Собрание Музея Тагильского подноса постоянно пополняется новыми произведениями мастеров этого промысла. В Нижнем Тагиле проходит ежегодный городской конкурс-выставка по декоративно-прикладному искусству «Мастер года», в результате которого лучшие работы авторов-победителей поступают в коллекцию музея.

Инструменты подносного промысла
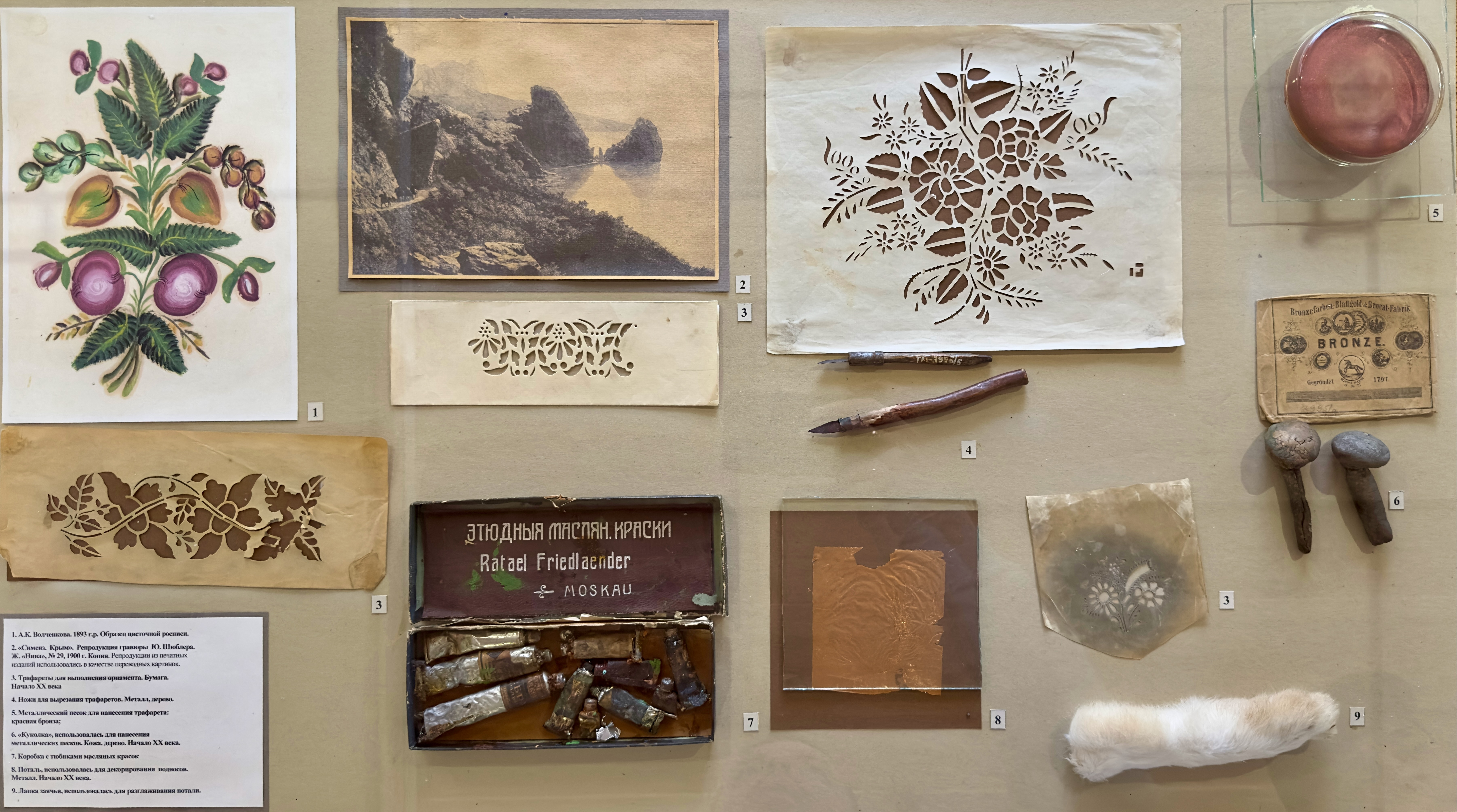
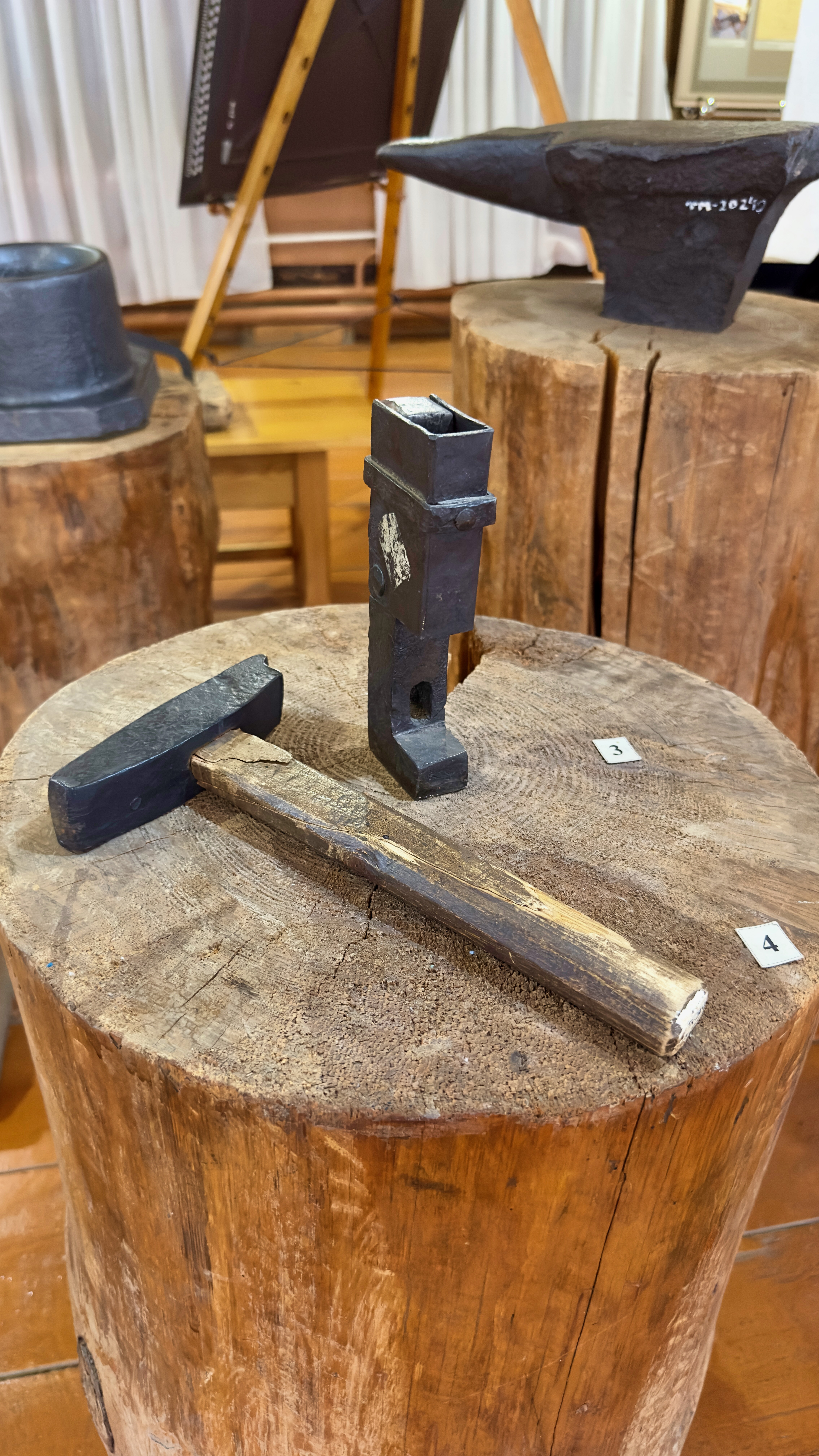
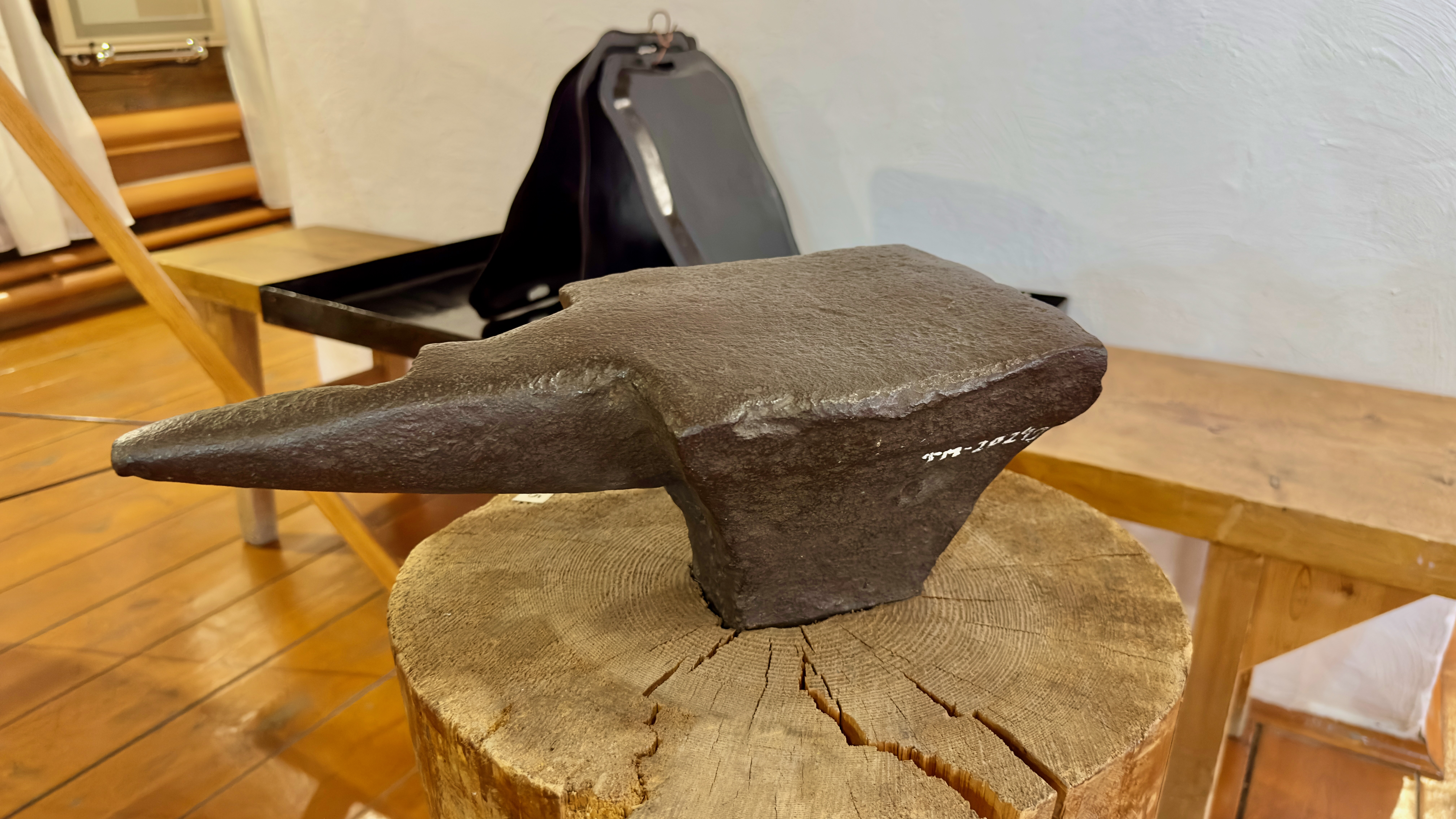
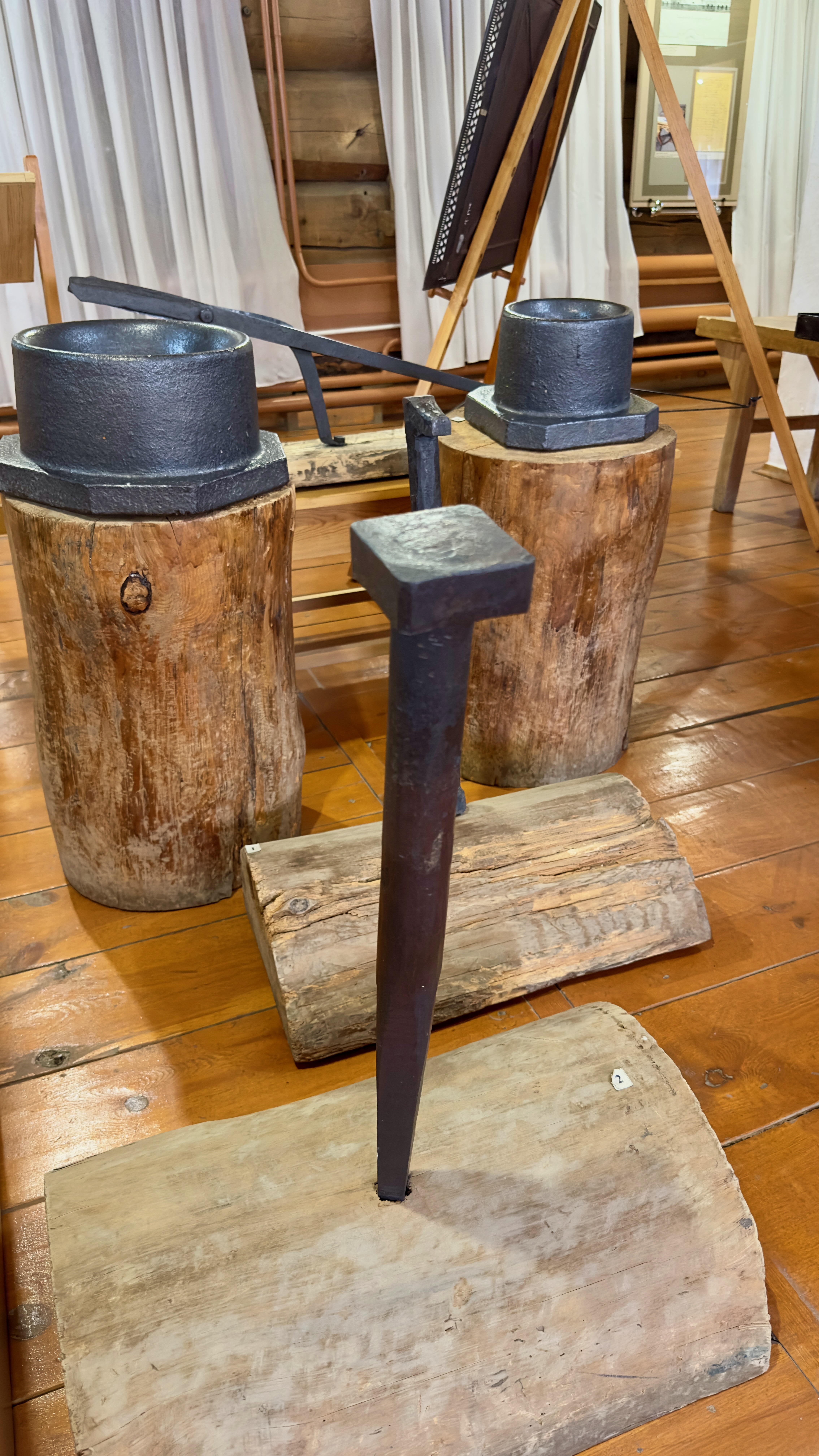
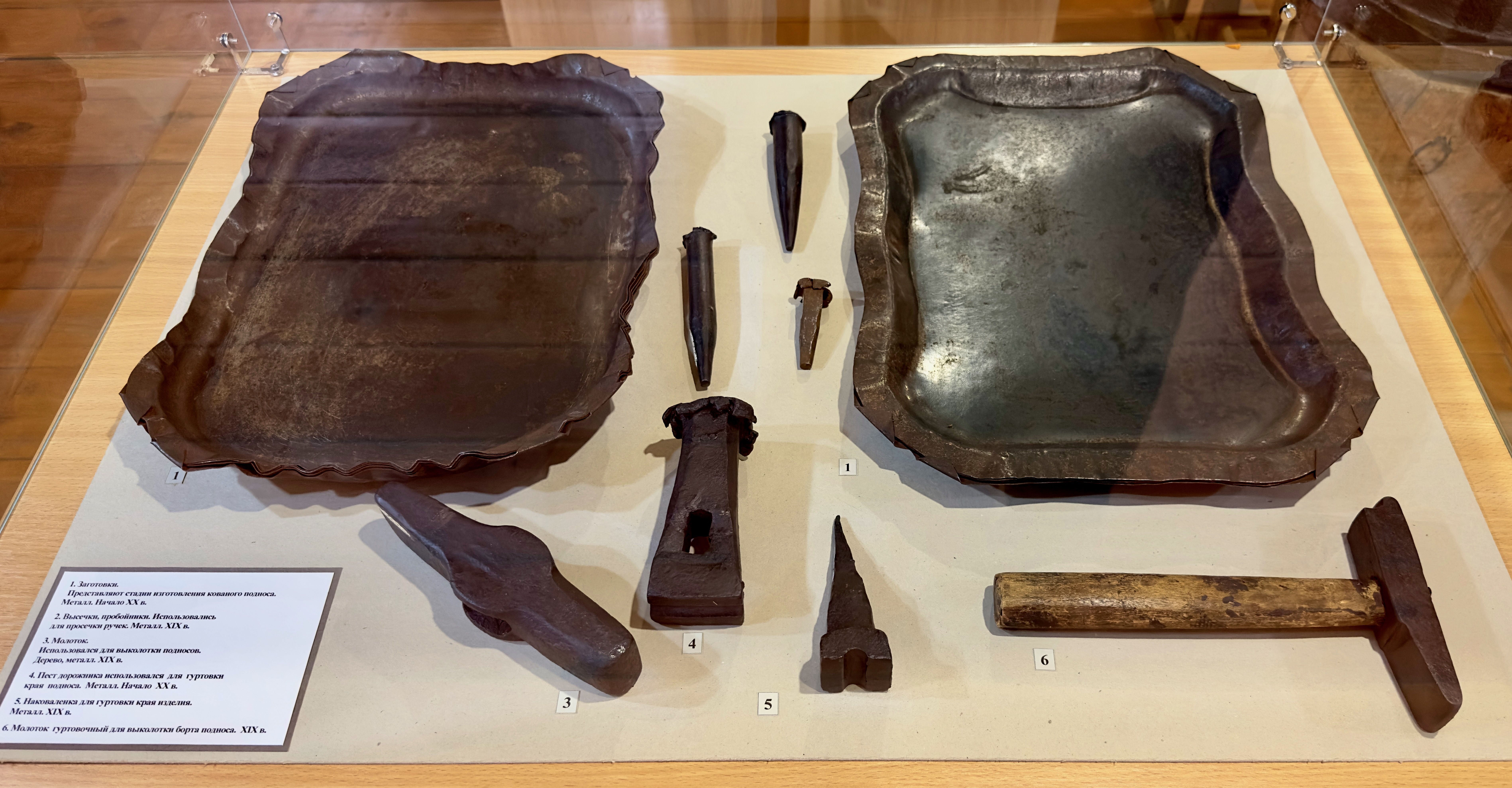
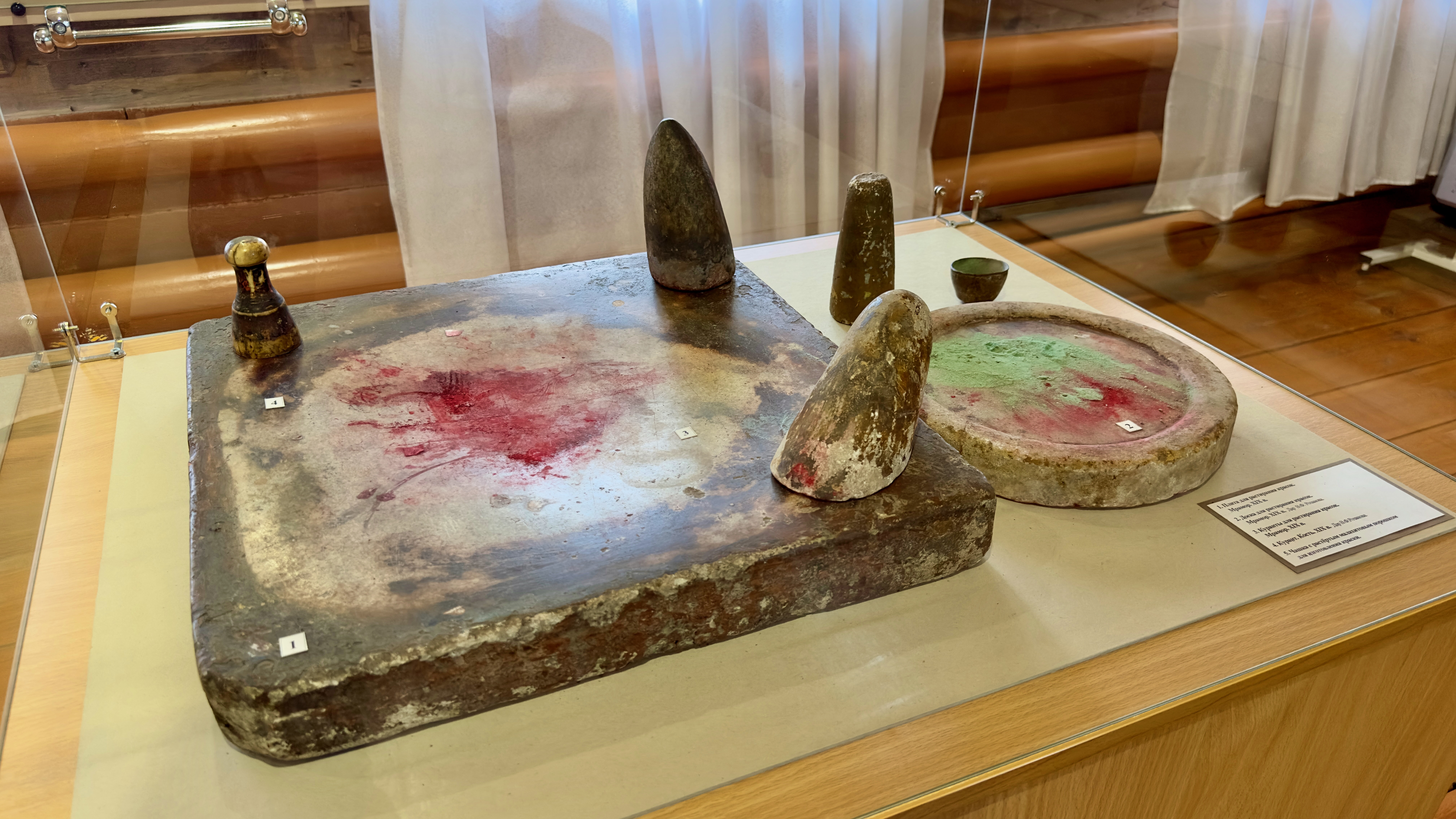

Образцы изделий
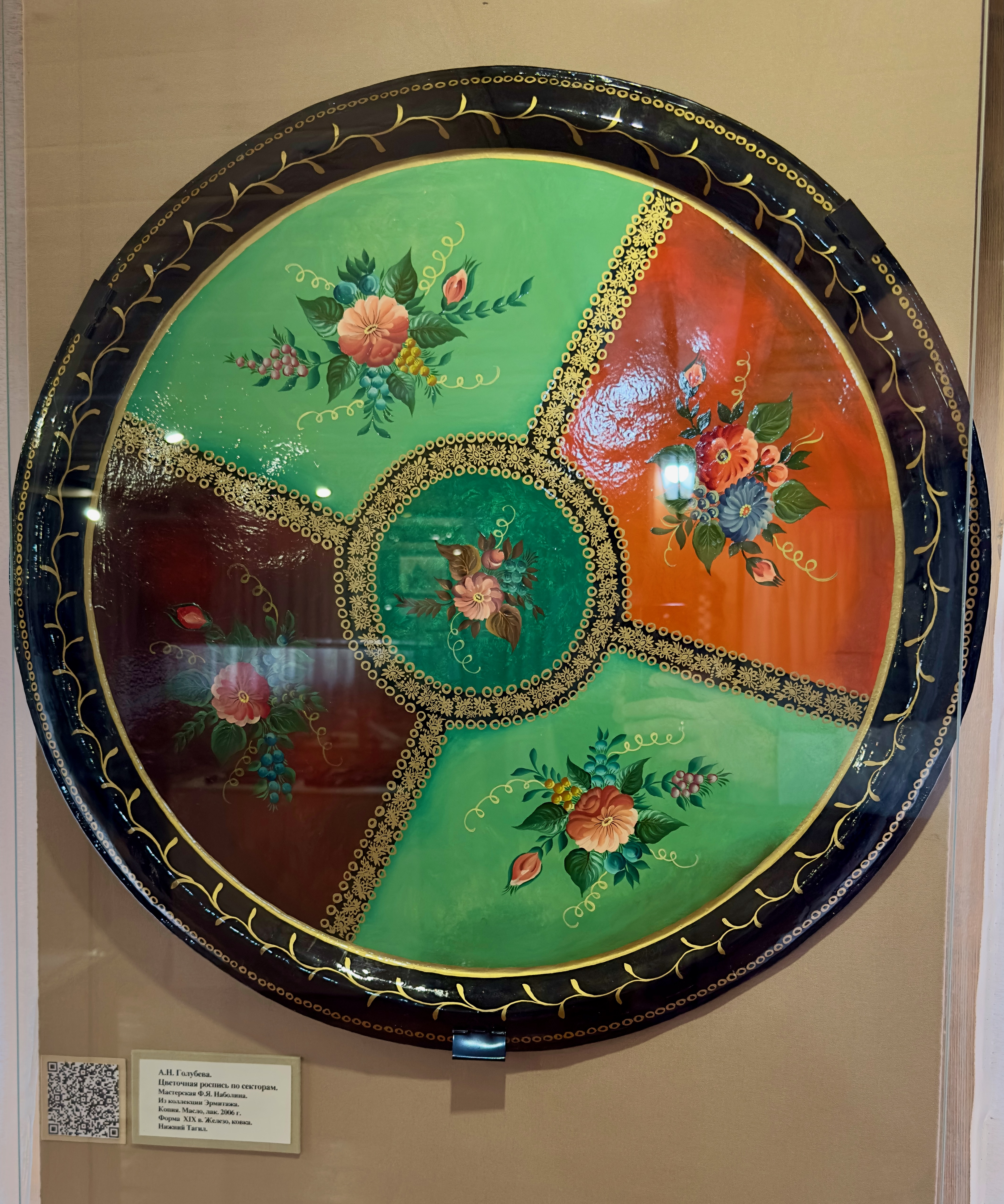
Цветочная роспись по секторам
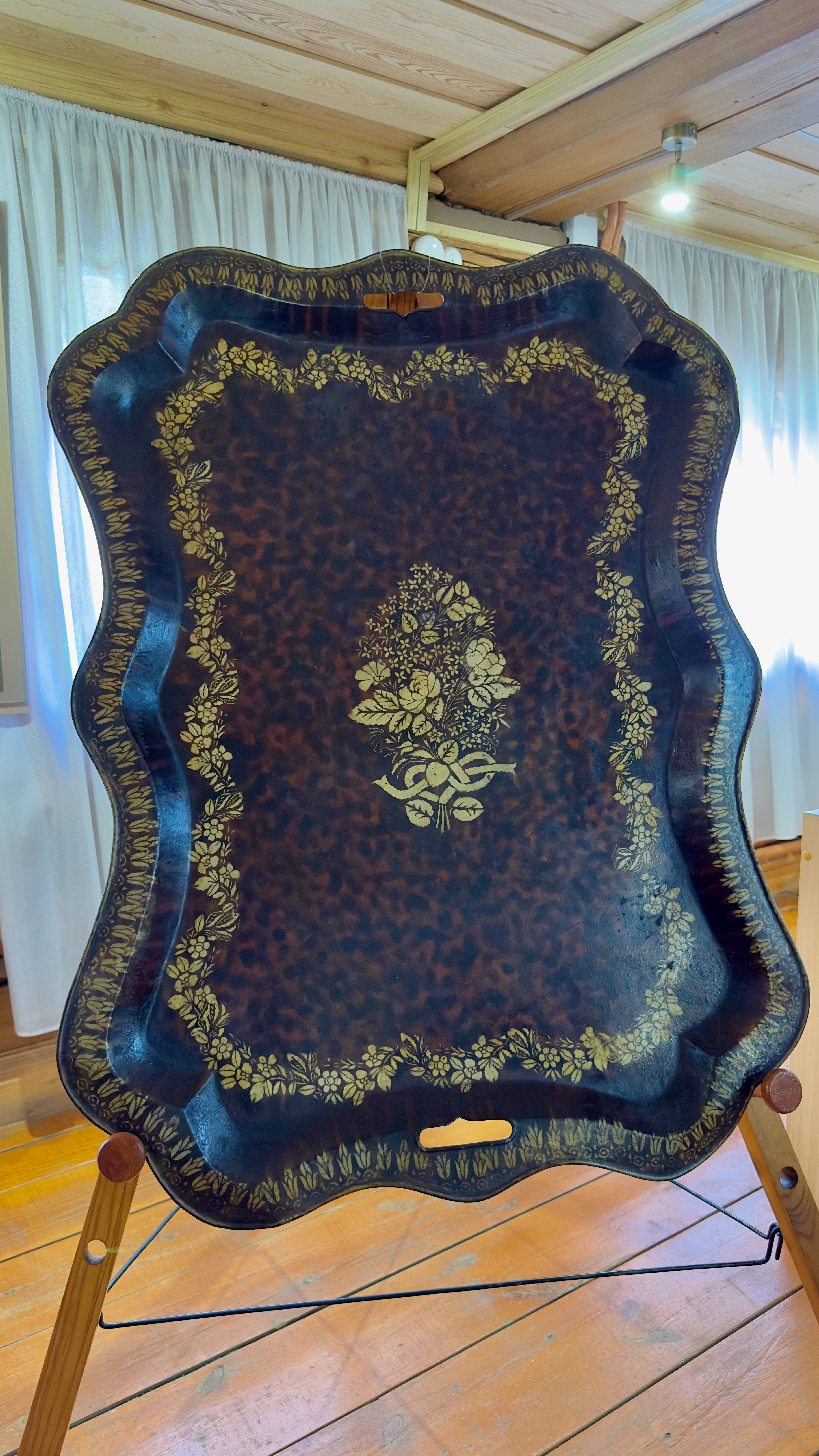
Трафаретная роспись
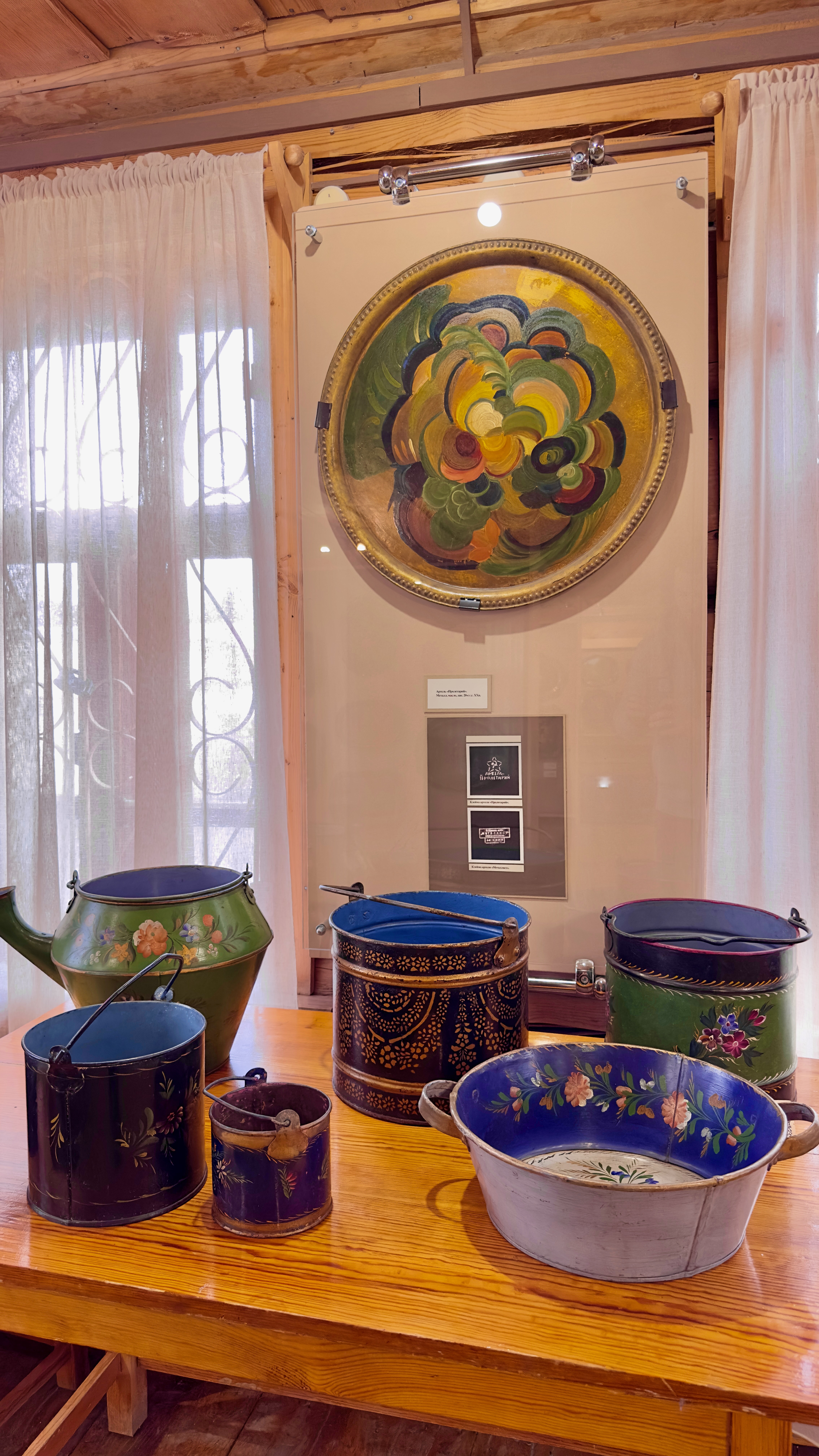
Продукция артели «Пролетарий»
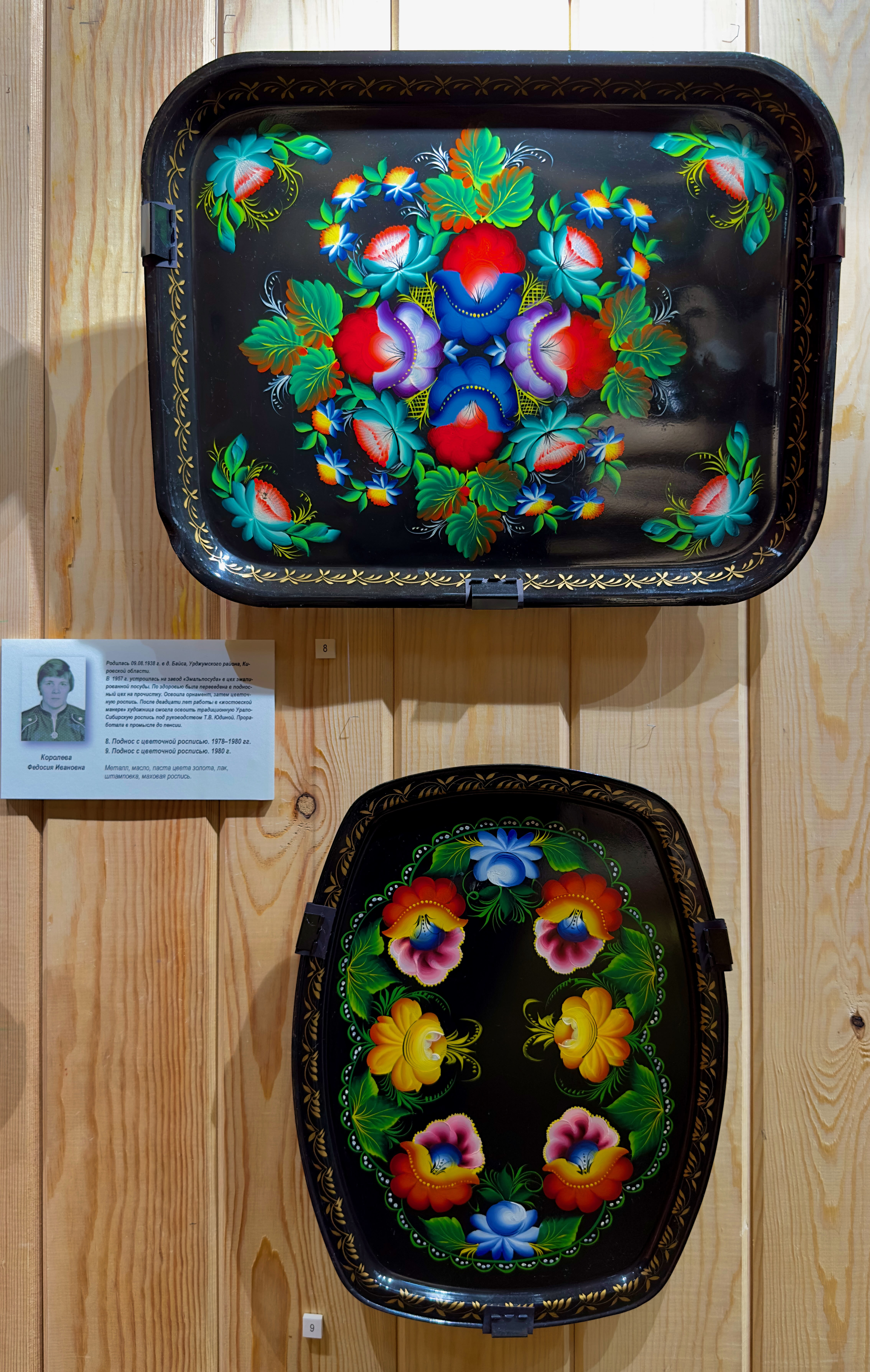
Цветочная роспись
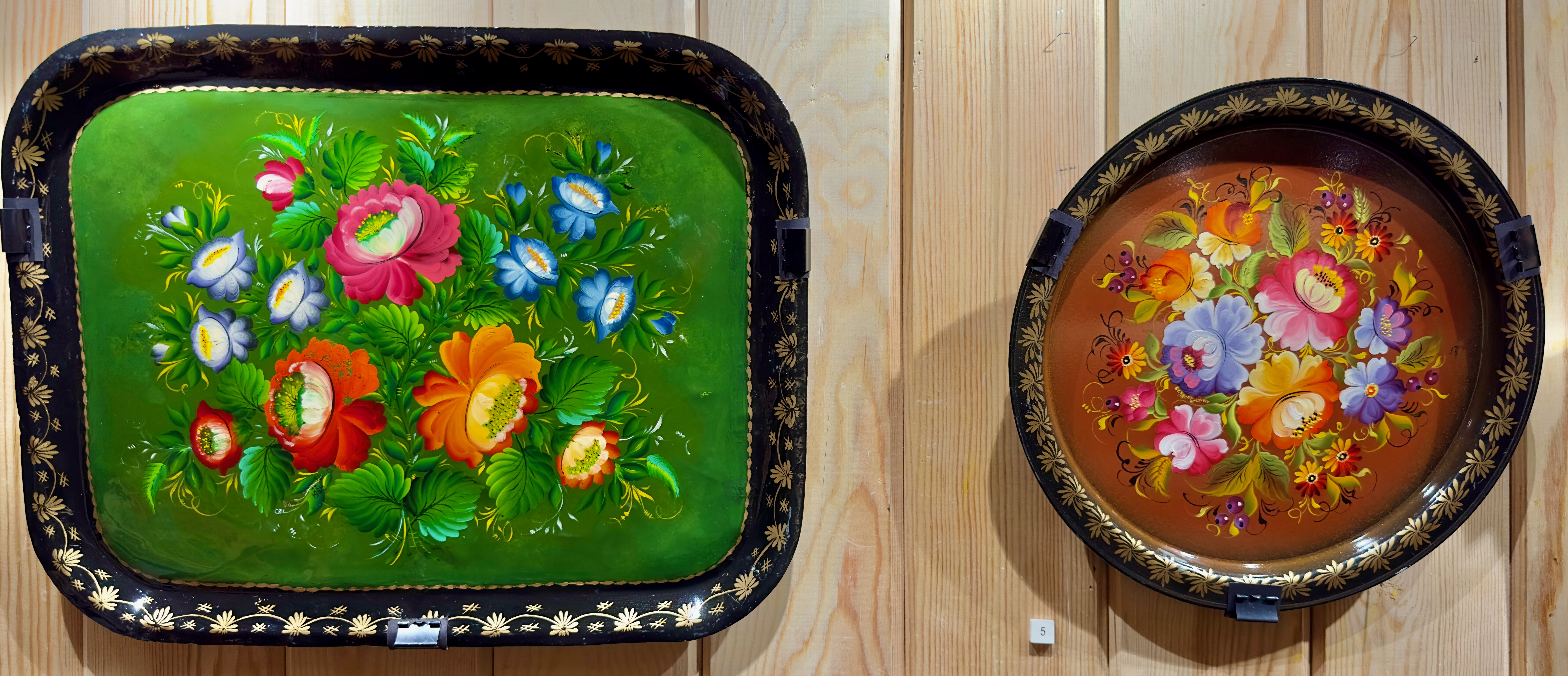
Цветочная роспись
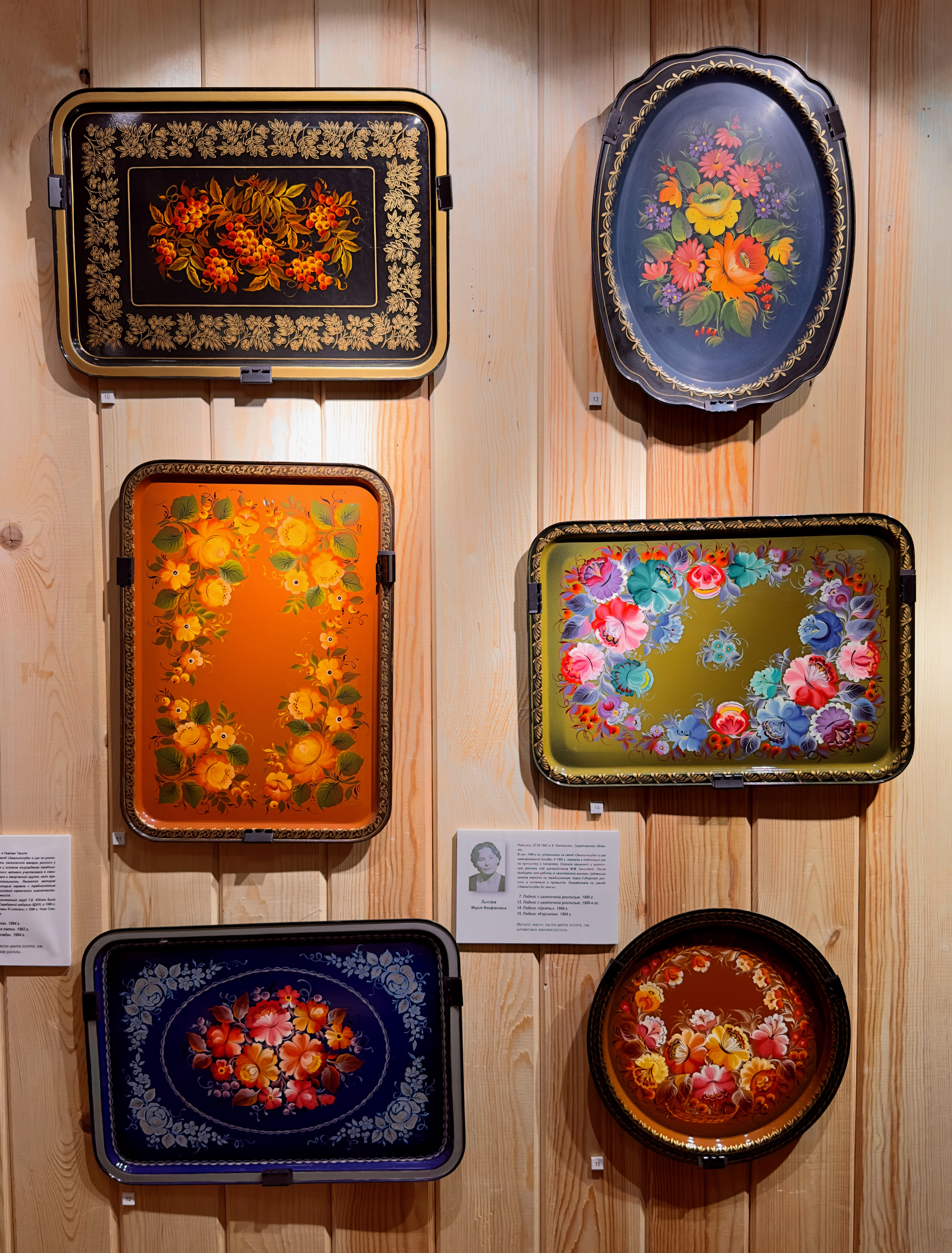
Цветочная роспись
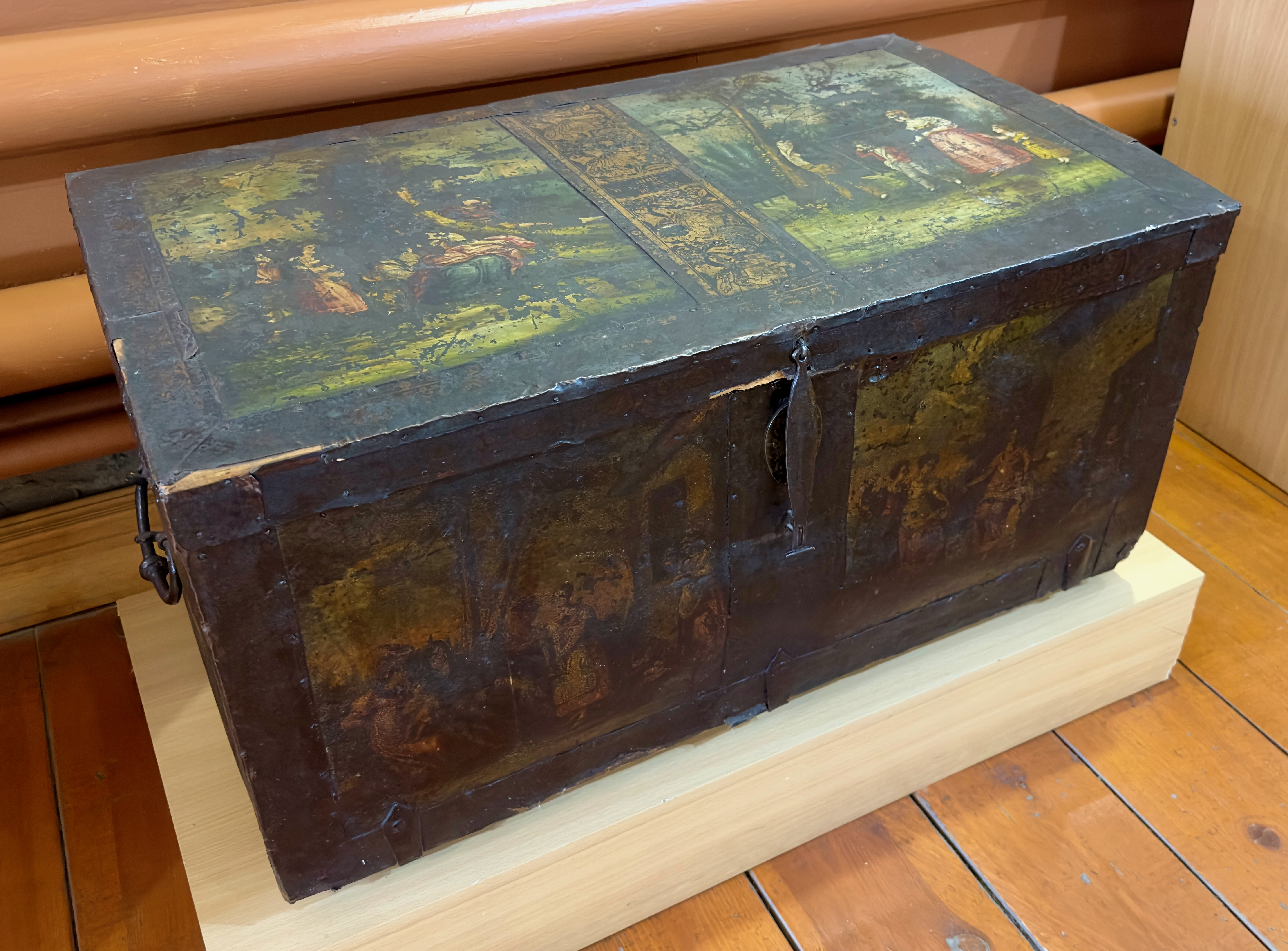
Свадебный сундук